# Anaciaeschna donaldi
Anaciaeschna donaldi е вид водно конче от семейство Aeshnidae. Видът е незастрашен от изчезване.

## Разпространение
Разпространен е в Индия (Карнатака, Керала, Махаращра и Тамил Наду), Непал и Шри Ланка.